# Föreningarna Nordens Förbund
Föreningarna Nordens Förbund (FNF) är ett samarbetsorgan för de olika Föreningarna Norden i Danmark (inklusive Sydslesvig), Finland, Färöarna, Island, Norge, Sverige och Åland, alltså i stort sett de självständiga stater och självstyrande områden som är representerade i Nordiska Rådet. Även Föreningen Norden på Grönland ingår formellt, men har inte deltagit i förbundets arbete sedan 1995. Förbundet samarbetar också med nordenföreningar i Estland, Lettland, samt i Petrozavodsk.
Förbundet grundades 1965. Det leds av ett presidium, som består av ordförandena i respektive lands eller områdes Föreningen Norden. Sedan 2003 har det sitt sekretariat i Malmö. Förbundet verkar på olika sätt för nordiskt samarbete, bland annat genom att stimulera vänortsverksamheten, och genom programmet som Nordjobb (som förmedlar och organiserar sommarjobb samt kultur- och fritidsaktiviteter för ungdomar mellan 18 och 28 år i andra nordiska länder). Till de aktuella arbetsuppgifterna hör också ökat samarbete med de baltiska staterna, Polen och nordvästra Ryssland, samt försök att åter få in Grönland i det regelbundna arbetet.

## Projekt som administreras av FNF
- Norden i skolen
- Nordjobb
- Nordisk biblioteksvecka
- Nordisk språkkoordination
- Nordiska författarbesök[1]